# 里布尼察河
42°26′22″N 19°15′30″E / 42.4395°N 19.2583°E

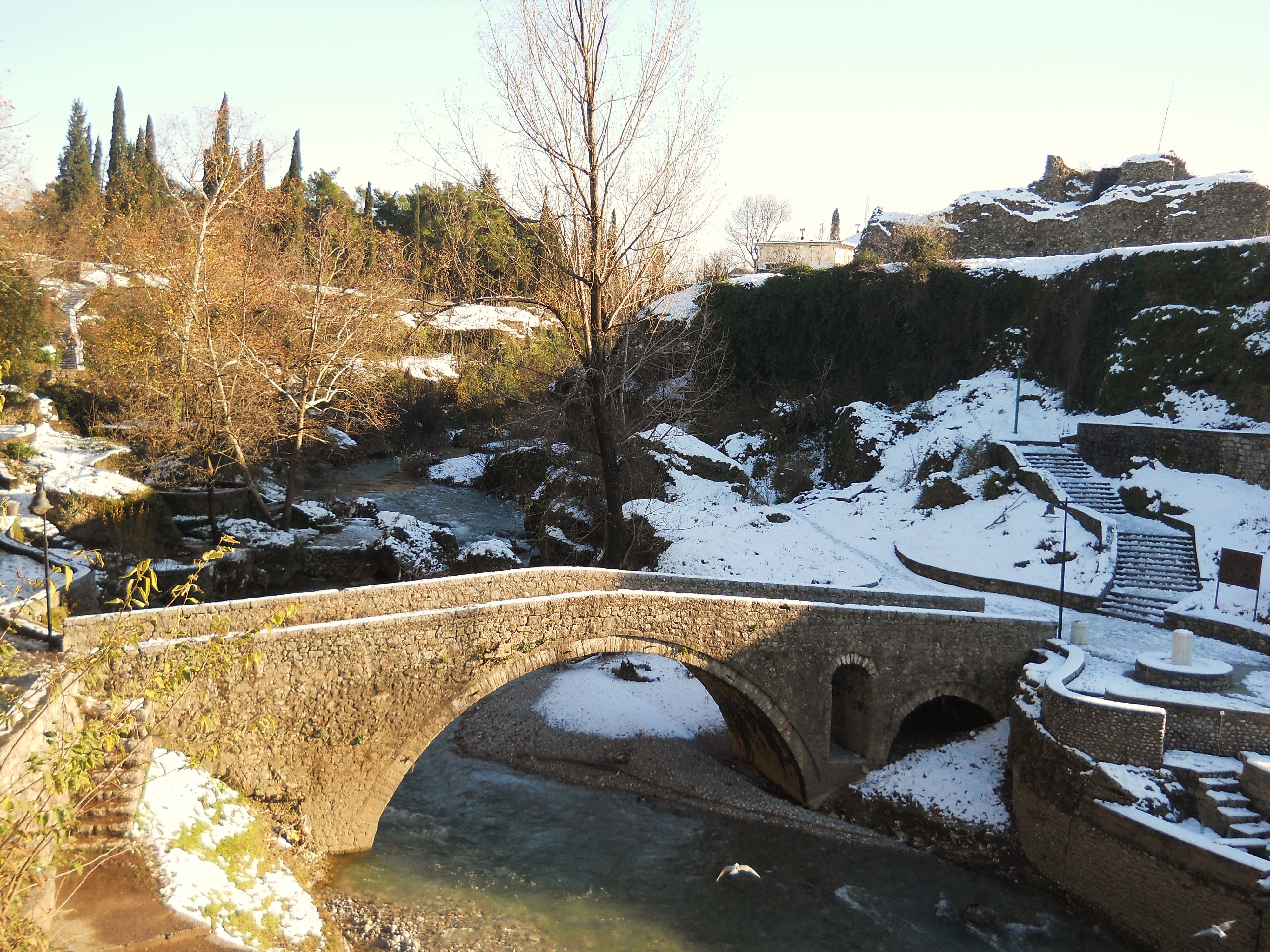

里布尼察河是蒙特內哥羅的河流，位於該國東南部，流經首都波德戈里察，屬於莫拉查河的支流，河口處的堡壘遺蹟在十五世紀由奧斯曼帝國建成。